# 片倉車站
片倉車站（日语：／ Katakura eki */?）是位於東京都八王子市片倉町，屬於東日本旅客鐵道（JR東日本）橫濱線的鐵路車站。車站編號是JH 31。

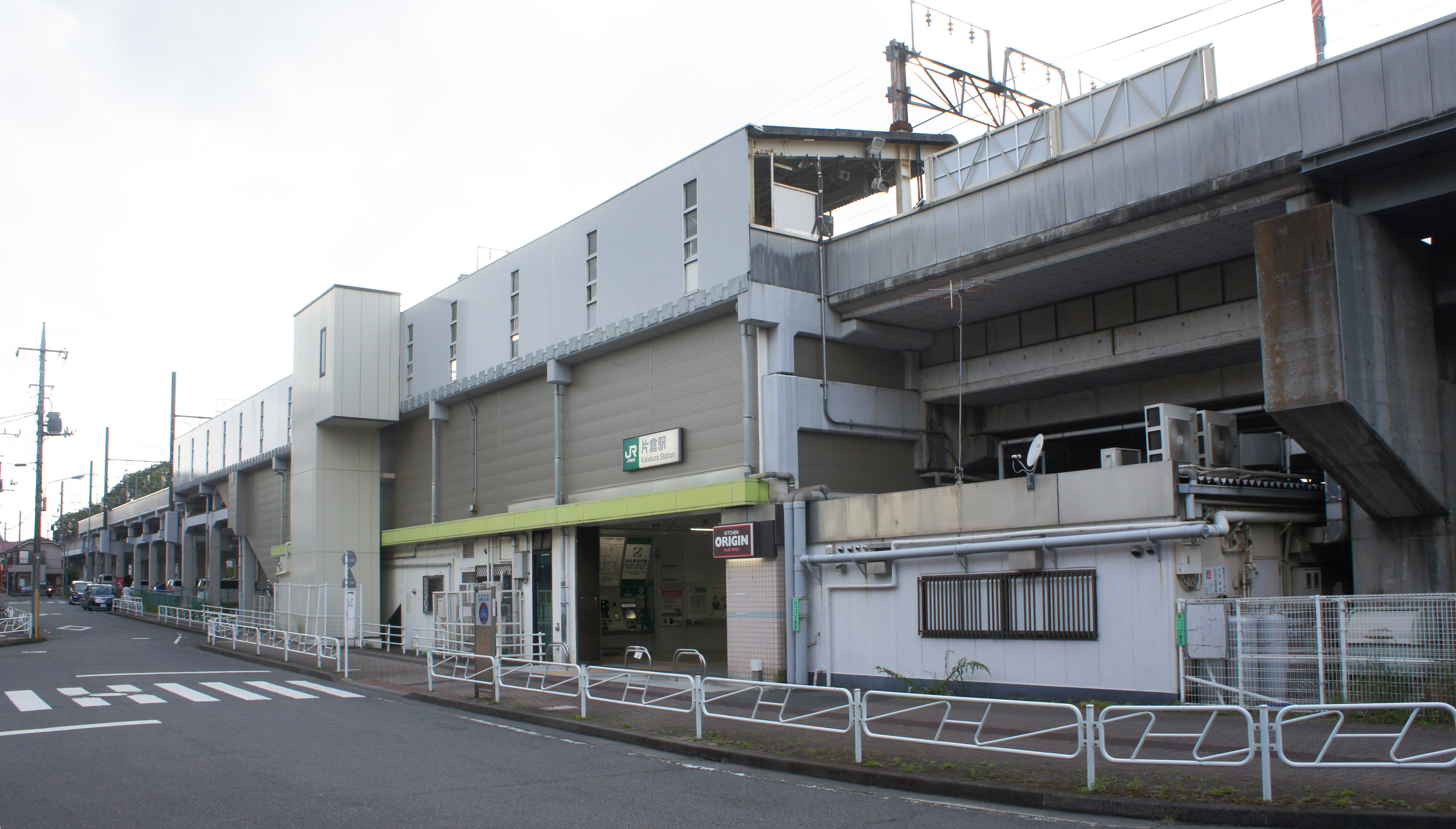
南口（2021年5月）

## 概要
今日的片倉車站並不是日本鐵路史上第一個片倉車站，第一個使用「片倉」為名的車站，是京王御陵線沿線的片倉車站（即今日京王高尾線的京王片倉車站）。由於第二次世界大戰的戰局惡化，御陵線被以重要度不足的理由暫時停用，原本的片倉車站也隨之停用。戰後當御陵線重新以高尾線的姿態復用時，橫濱線上的片倉車站早已存在，因此反而是第一代的片倉車站被迫改名，而成為今日的「京王片倉」。

## 車站結構
本站為對向式月台2面2線的高架車站，站房位於高架橋下方。

### 月台配置
| 月台 | 路線   | 方向 | 目的地             | 備註             |
| ---- | ------ | ---- | ------------------ | ---------------- |
| 1    | 橫濱線 | 下行 | 往八王子           |                  |
| 2    | 橫濱線 | 上行 | 東神奈川、大船方向 | 白天至櫻木町為止 |

（來源：JR東日本:車站構內圖 （页面存档备份，存于））

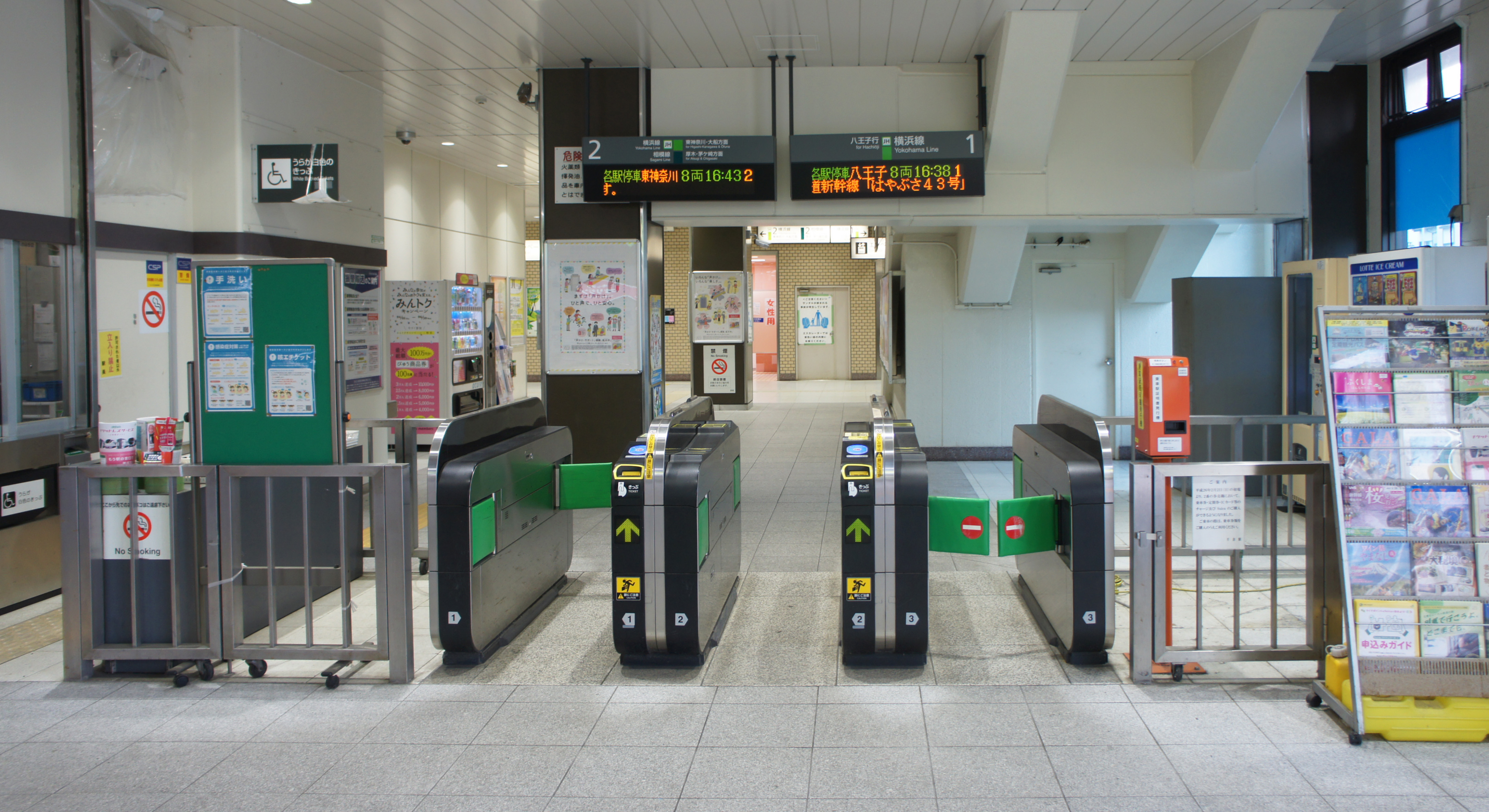
驗票口（2021年5月）
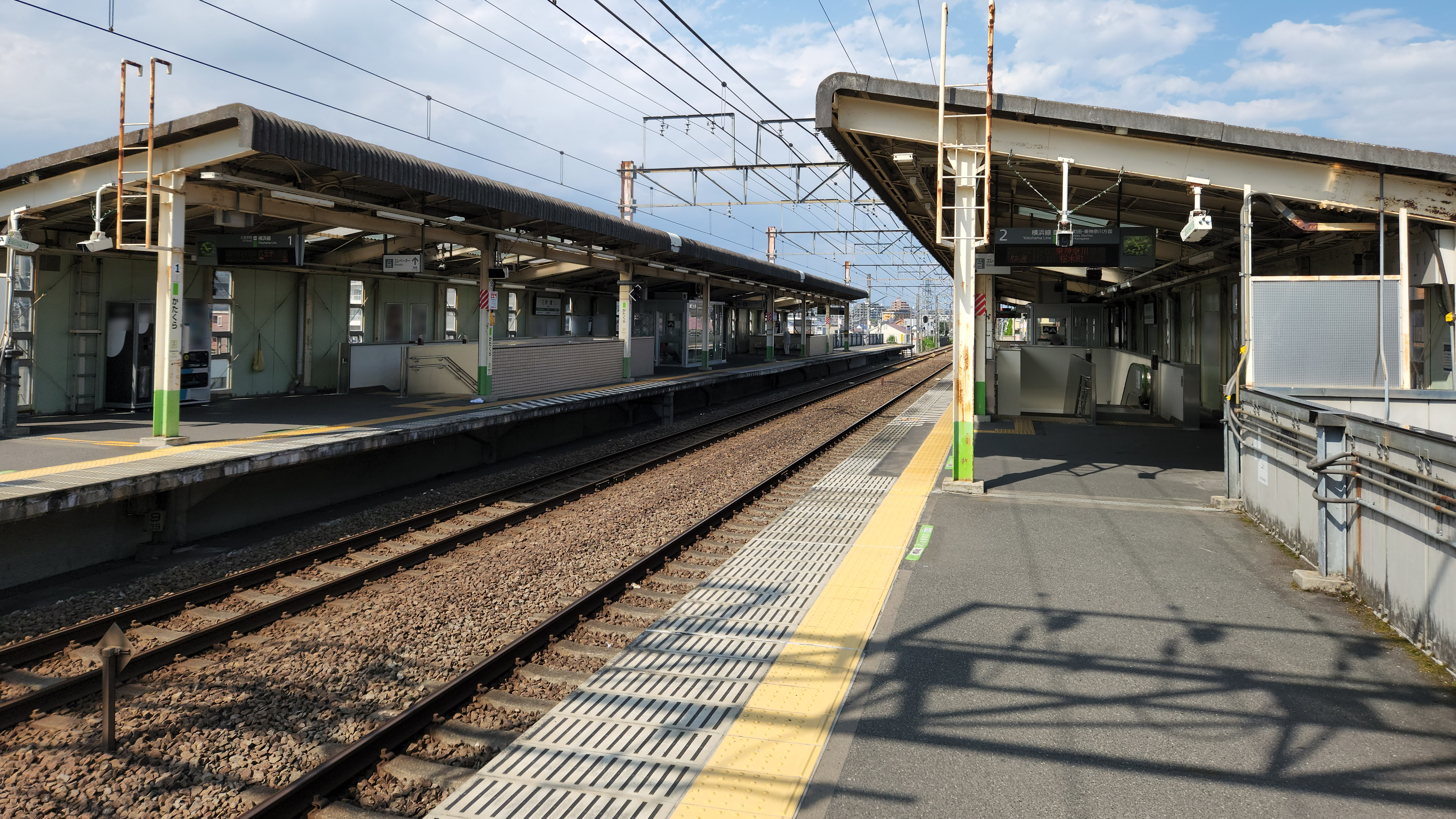
月台（2022年7月）

## 使用情況
2019年（令和元年）度的1日平均上車人次為5,212人。橫濱線內最少人使用的車站（20個車站當中最下位）。
近年的推移如下表。
| 年度               | 1日平均 上車人次 | 來源     |
| ------------------ | ---------------- | -------- |
| 1992年（平成04年） | 5,595            | [ * 1 ]  |
| 1993年（平成05年） | 5,964            | [ * 2 ]  |
| 1994年（平成06年） | 6,175            | [ * 3 ]  |
| 1995年（平成07年） | 6,423            | [ * 4 ]  |
| 1996年（平成08年） | 6,641            | [ * 5 ]  |
| 1997年（平成09年） | 6,298            | [ * 6 ]  |
| 1998年（平成10年） | 6,219            | [ * 7 ]  |
| 1999年（平成11年） | 6,235            | [ * 8 ]  |
| 2000年（平成12年） | 5,995            | [ * 9 ]  |
| 2001年（平成13年） | 5,814            | [ * 10 ] |
| 2002年（平成14年） | 5,583            | [ * 11 ] |
| 2003年（平成15年） | 5,376            | [ * 12 ] |
| 2004年（平成16年） | 5,246            | [ * 13 ] |
| 2005年（平成17年） | 5,269            | [ * 14 ] |
| 2006年（平成18年） | 5,317            | [ * 15 ] |
| 2007年（平成19年） | 5,269            | [ * 16 ] |
| 2008年（平成20年） | 5,230            | [ * 17 ] |
| 2009年（平成21年） | 5,177            | [ * 18 ] |
| 2010年（平成22年） | 5,157            | [ * 19 ] |
| 2011年（平成23年） | 5,126            | [ * 20 ] |
| 2012年（平成24年） | 5,121            | [ * 21 ] |
| 2013年（平成25年） | 5,245            | [ * 22 ] |
| 2014年（平成26年） | 5,142            | [ * 23 ] |
| 2015年（平成27年） | 5,213            | [ * 24 ] |
| 2016年（平成28年） | 5,227            | [ * 25 ] |
| 2017年（平成29年） | 5,205            | [ * 26 ] |
| 2018年（平成30年） | 5,221            | [ * 27 ] |
| 2019年（令和元年） | 5,212            |          |

## 相鄰車站
東日本旅客鐵道（JR東日本）
 橫濱線
■快速、■各站停車
八王子南野（JH 30）－片倉（JH 31）－八王子（JH 32）

### 使用情況
1. ↑  東京都統計年鑑 （页面存档备份，存于） - 東京都
2. ↑  統計八王子 （页面存档备份，存于） - 八王子市

JR東日本2000年度以後的上車人次
1. ↑  各駅の乗車人員（2000年度） （页面存档备份，存于） - JR東日本
2. ↑  各駅の乗車人員（2001年度） （页面存档备份，存于） - JR東日本
3. ↑  各駅の乗車人員（2002年度） （页面存档备份，存于） - JR東日本
4. ↑  各駅の乗車人員（2003年度） （页面存档备份，存于） - JR東日本
5. ↑  各駅の乗車人員（2004年度） （页面存档备份，存于） - JR東日本
6. ↑  各駅の乗車人員（2005年度） （页面存档备份，存于） - JR東日本
7. ↑  各駅の乗車人員（2006年度） （页面存档备份，存于） - JR東日本
8. ↑  各駅の乗車人員（2007年度） （页面存档备份，存于） - JR東日本
9. ↑  各駅の乗車人員（2008年度） （页面存档备份，存于） - JR東日本
10. ↑  各駅の乗車人員（2009年度） （页面存档备份，存于） - JR東日本
11. ↑  各駅の乗車人員（2010年度） （页面存档备份，存于） - JR東日本
12. ↑  各駅の乗車人員（2011年度） （页面存档备份，存于） - JR東日本
13. ↑  各駅の乗車人員（2012年度） （页面存档备份，存于） - JR東日本
14. ↑  各駅の乗車人員（2013年度） （页面存档备份，存于） - JR東日本
15. ↑  各駅の乗車人員（2014年度） （页面存档备份，存于） - JR東日本
16. ↑  各駅の乗車人員（2015年度） （页面存档备份，存于） - JR東日本
17. ↑  各駅の乗車人員（2016年度） （页面存档备份，存于） - JR東日本
18. ↑  各駅の乗車人員（2017年度） （页面存档备份，存于） - JR東日本
19. ↑  各駅の乗車人員（2018年度） （页面存档备份，存于） - JR東日本
20. ↑  各駅の乗車人員（2019年度） （页面存档备份，存于） - JR東日本

東京都統計年鑑
1. ↑  .   [2018-02-06]. （原始内容存档于2013-08-15）.
2. ↑  .   [2018-02-06]. （原始内容存档于2013-02-03）.
3. ↑  .   [2018-02-06]. （原始内容存档于2013-02-03）.
4. ↑  .   [2018-02-06]. （原始内容存档于2013-02-03）.
5. ↑  .   [2018-02-06]. （原始内容存档于2013-02-03）.
6. ↑  .   [2018-02-06]. （原始内容存档于2016-03-04）.
7. ↑  東京都統計年鑑（平成10年）PDF
8. ↑  東京都統計年鑑（平成11年）PDF
9. ↑  .   [2018-02-06]. （原始内容存档于2016-03-04）.
10. ↑  .   [2018-02-06]. （原始内容存档于2016-03-04）.
11. ↑  .   [2018-02-06]. （原始内容存档于2017-07-29）.
12. ↑  .   [2018-02-06]. （原始内容存档于2017-07-29）.
13. ↑  .   [2018-02-06]. （原始内容存档于2017-07-29）.
14. ↑  .   [2018-02-06]. （原始内容存档于2017-07-29）.
15. ↑  .   [2018-02-06]. （原始内容存档于2017-07-29）.
16. ↑  .   [2018-02-06]. （原始内容存档于2017-07-29）.
17. ↑  .   [2018-02-06]. （原始内容存档于2017-07-29）.
18. ↑  .   [2018-02-06]. （原始内容存档于2016-03-26）.
19. ↑  .   [2018-02-06]. （原始内容存档于2016-03-27）.
20. ↑  .   [2018-02-06]. （原始内容存档于2016-03-25）.
21. ↑  .   [2018-02-06]. （原始内容存档于2016-03-27）.
22. ↑  .   [2018-02-06]. （原始内容存档于2016-03-22）.
23. ↑  .   [2018-02-06]. （原始内容存档于2017-07-30）.
24. ↑  .   [2018-02-06]. （原始内容存档于2018-11-09）.
25. ↑  .   [2020-07-30]. （原始内容存档于2019-05-02）.
26. ↑  .   [2020-07-30]. （原始内容存档于2019-12-03）.
27. ↑  .   [2020-07-30]. （原始内容存档于2020-08-04）.

## 外部連結
- 車站資訊（片倉）：東日本旅客鐵道

35°38′22.9″N 139°20′29″E / 35.639694°N 139.34139°E